# Tragovi
Tragovi je osmi studijski album jugoslovenskog i srpskog rok benda YU grupa.
Ovaj album se ne razlikuje puno od prethodnog, sem što se grupi priključio ponovo bubnjar Ratislav Đelmaš. Pesme koje su ostale upamćene su Kome se raduješ i Posle snegova nema tragova, koje je napisao Nikola Čuturilo, dok su muziku uradili braća Jelić.

## Spisak pesama
1. Kome se raduješ 	3:12
2. Samo ponekad 	2:57
3. Posle snegova nema tragova 	3:20
4. Santa leda 	3:52
5. Otkad nemam te 	3:30
6. Sviram 	4:17
7. Tamni kapci 	4:24
8. Grad snova 4:14
9. Bluz na tri-četiri 3:57

## Postava benda
- Dragi Jelić – gitara, vokal
- Žika Jelić – bas gitara, vokal
- Bata Kostić – gitara
- Ratislav Đelmaš – bubnjevi

### Gosti
- Saša Lokner - klavijature
- Nikola Čuturilo - prateći vokali
- Pera Joe - harmonika

## Spoljašnje veze
- Istorija YU grupe
- EX YU ROCK enciklopedija 1960-2006. ISBN 978-86-905317-1- Проверите вредност параметра |isbn=: length (помоћ)., Petar Janjatović.